# تواضع
التواضع هو إظهار التنزل عن المرتبة لمن يراد تعظيمه.
التواضع صفة محمودة تدل على طهارة النفس وتدعو إلى المودة والمحبة والمساواة بين الناس وينشر الترابط بينهم ويمحو الحسد والبغض والكراهية من قلوب الناس.
وقيل: هو تعظيم من فوقه لفضله.

## التواضع في الإسلام
التواضع صفة من صفات المؤمنين والمؤمنات، وقد حَثّ رسول الله صلى الله عليه وسلم، على الالتزام بها، وحَضّ المؤمنين على الابتعاد عن التكبر، الذي ينتهي بصاحبه إلى الدَّرْك الأسفل من النار، لأنّ التواضع في غير مَذلّة ولا مَهانة خلق يليق بالعبد المسلم. أمّا الكبر فهو ليس له، ولا ينبغي لمثله لأنّ الكبر صفة من صفات الربوبية، ولا يليق بالعبد الفقير إلى مَولاه. فعن أبي هريرة (رضي الله عنه)، أنّه قال: صلى الله عليه وسلم: «قال الله عزّوجلّ: الكبرياء ردائي، والعَظَمة إزاري، فمن نازعني واحداً منهما قذفته في النار».
- وفي (مدارج السالكين: 2/329): قال الجنيد بن محمد: «التواضع هو خفض الجناح ولين الجانب».

وفيه (2/329): "سئل الفضيل بن عياض - رحمه الله عن التواضع؟ فقال: يخضع للحق، وينقاد له ويقبله ممن قاله، ولو سمعه من صبي قبله، ولو سمعه من أجهل الناس قبله.
- وقال أبو يزيد البسطامي: هو أن لا يرى لنفسه مقاما ولا حالا، ولا يرى في الخلق شرا منه. وقال ابن عطاء: هو قبول الحق".
- وسئل الحسن البصري عن التواضع. فقال: «التواضع أن تخرج من منزلك ولا تلقى مسلما إلا رأيت له عليك فضلا» (الإحياء: 3/342).[3]

### التواضع في القرآن الكريم
لم ترد كلمة التواضع بلفظها في القرآن الكريم، إنّما وردت كلمات تشير إليها وتدل عليها، قال الله تعالى في الآية 63 من سورة الفرقان: (وَعِبَادُ الرَّحْمَنِ الَّذِينَ يَمْشُونَ عَلَى الأرْضِ هَوْنًا...). قال القرطبي
- ﴿وَعِبَادُ الرَّحْمَنِ الَّذِينَ يَمْشُونَ عَلَى الْأَرْضِ هَوْنًا وَإِذَا خَاطَبَهُمُ الْجَاهِلُونَ قَالُوا سَلَامًا ۝٦٣﴾ سورة الفرقان[4]
- ﴿وَلَا تَمْشِ فِي الْأَرْضِ مَرَحًا إِنَّكَ لَنْ تَخْرِقَ الْأَرْضَ وَلَنْ تَبْلُغَ الْجِبَالَ طُولًا ۝٣٧﴾ سورة الإسراء[4]
- ﴿وَلَا تُصَعِّرْ خَدَّكَ لِلنَّاسِ وَلَا تَمْشِ فِي الْأَرْضِ مَرَحًا إِنَّ اللَّهَ لَا يُحِبُّ كُلَّ مُخْتَالٍ فَخُورٍ ۝١٨﴾ سورة لقمان[4]
- ﴿فَبِمَا رَحْمَةٍ مِنَ اللَّهِ لِنْتَ لَهُمْ وَلَوْ كُنْتَ فَظًّا غَلِيظَ الْقَلْبِ لَانْفَضُّوا مِنْ حَوْلِكَ فَاعْفُ عَنْهُمْ وَاسْتَغْفِرْ لَهُمْ وَشَاوِرْهُمْ فِي الْأَمْرِ فَإِذَا عَزَمْتَ فَتَوَكَّلْ عَلَى اللَّهِ إِنَّ اللَّهَ يُحِبُّ الْمُتَوَكِّلِينَ ۝١٥٩﴾ سورة آل عمران[4]
- ﴿لَا تَمُدَّنَّ عَيْنَيْكَ إِلَى مَا مَتَّعْنَا بِهِ أَزْوَاجًا مِنْهُمْ وَلَا تَحْزَنْ عَلَيْهِمْ وَاخْفِضْ جَنَاحَكَ لِلْمُؤْمِنِينَ ۝٨٨﴾ سورة الحجر[4]
- ﴿وَاخْفِضْ جَنَاحَكَ لِمَنِ اتَّبَعَكَ مِنَ الْمُؤْمِنِينَ ۝٢١٥﴾ سورة الشعراء[4]

### التواضع في السنة النبوية
- وقد دعا (صلى الله عليه وسلم) إلى التواضع، وحَثّ عليه بقوله: «إنّ الله أوحَى إليَّ أنْ تواضعوا حتى لا يَفْخَر أحد على أحد ولا يَبغي أحد على أحد».
- ثبت في الصحيح قول رسول الله (صلى الله عليه وسلم): بينما رجل يمشي في مَن كان قبلكم وعليه بردان يتبختر فيهما، إذ خسف به الأرض فهو يتجلجل فيها إلى يوم القيامة".[2]

## مواضع التواضع
- تواضع العبد عند أمر الله امتثالاً وعند نهيه اجتناباً.

قال ابن القيم: فإن النفس لطلب الراحة تتلكأ في أمره، فيبدو منها نوع إباء هرباً من العبودية، وتتوقف عند نهيه طلباً للظفر بما منع منه، فإذا وضع العبد نفسه لأمر الله ونهيه: فقد تواضع للعبودية.
- تواضعه لعظمة الرب وجلاله وخضوعه لعزته وكبريائه.

قال ابن القيم: فكلما شمخت نفسُه ذَكَر عظمة الرب تعالى، وتفرده بذلك، وغضبه الشديد على من نازعه ذلك، فتواضعت إليه نفسه، وانكسر لعظمة الله قلبه، واطمأن لهيبته، وأخْبت لسلطانه، فهذا غاية التواضع، وهو يستلزم الأول من غير عكس. (أي يستلزم التواضع لأمر الله ونهيه، وقد يتواضع لأمر الله ونهيه من لم يتواضع لعظمته).
- التواضع في اللباس والمشية.

عن عبدالله بن عمر أن النبي ﷺ قال: «بينما رجل يجرُّ إزاره من الخيلاء خُسف به فهو يتجلجل في الأرض إلى يوم القيامة».
- التواضع مع المفضول فيعمل معه ويعينه.

عن البراء بن عازب قال كان النبي ﷺ ينقل معنا التراب يوم الأحزاب ولقد رأيته وارى التراب بياض بطنه يقول: لولا أنت ما اهتدينا نحن ولا تصدقنا ولا صلينا فأنزلن سكينة علينا إن الألى وربما قال الملا قد بغوا علينا إذا أرادوا فتنة أبينا أبينا يرفع بها صوته.
- التواضع في التعامل مع الزوجة وإعانتها.

عن الأسود قال: سألتُ عائشة ما كان النبي ﷺ يصنع في بيته؟ قالت: كان يكون في مهنة أهله تعني: خدمة أهله، فإذا حضرت الصلاة خرج إلى الصلاة.
- التواضع مع الصغار وممازحتهم

عن أنس بن مالك قال: كان النبي ﷺ أحسنَ الناس خلُقاً، وكان لي أخ يقال له «أبو عمير» قال: أحسبه فطيماً وكان إذا جاء قال: يا أبا عمير ما فعل النغير.
- التواضع مع الخدم والعبيد.

عن أبي هريرة  عن النبي ﷺ قال: " إذا أتى أحدَكم خادمُه بطعامه فإن لم يجلسه معه فليناوله لقمة أو لقمتين أو أكلة أو أكلتين فإنه وليَ حرَّه وعلاجَه.

## أقسام التواضع
(التَّواضُع تواضعان: أحدهما محمود، والآخر مذموم. والتَّواضُع المحمود: ترك التَّطاول على عباد الله والإزراء بهم. والتَّواضُع المذموم: هو تواضع المرء لذي الدُّنْيا رغبةً في دنياه، فالعاقل يلزم مفارقة التَّواضُع المذموم على الأحوال كلِّها، ولا يفارق التَّواضُع المحمود على الجهات كلِّها).
التَّواضُع المحمود على نوعين:
- النَّوع الأوَّل: (تواضع العبد عند أمر الله امتثالًا، وعند نهيه اجتنابًا، فإنَّ النَّفس لطلب الرَّاحة تتلكأ في أمره، فيبدو منها نوع إباء وشِرَاد هربًا مِن العبوديَّة وتثبت عند نهيه طلبًا للظَّفر بما مُنِع منه، فإذا وضع العبد نفسه لأمر الله ونهيه فقد تواضع للعبوديَّة.
- النَّوع الثَّاني: تواضعه لعظمة الرَّب وجلاله وخضوعه لعزَّته وكبريائه، فكلَّما شمخت نفسه ذكر عظمة الرَّب تعالى وتفرُّده بذلك، وغضبه الشَّديد على مَن نازعه ذلك، فتواضعت إليه نفسه، وانكسر لعظمة الله قلبه، واطمأنَّ لهيبته وأخبت لسلطانه، فهذا غاية التَّواضُع.

التَّواضُع المذموم:
قال ابن القيم: (ومِن التَّواضُع المذموم: المهانة والفرق بين التَّواضُع والمهانة: أنَّ التَّواضُع يتولَّد مِن بين العلم بالله سبحانه ومعرفة أسمائه وصفاته ونعوت جلاله، وتعظيمه ومحبَّته وإجلاله، ومِن معرفته بنفسه وتفاصيلها وعيوب عملها وآفاتها، فيتولَّد مِن بين ذلك كلِّه خُلُقٌ هو التَّواضُع وهو انكسار القلب لله، وخفض جناح الذُّل والرَّحمة بعباده، فلا يرى له على أحدٍ فضلًا، ولا يرى له عند أحدٍ حقًّا، بل يرى الفضل للنَّاس عليه، والحقوق لهم قِبَلَه، وهذا خُلُقٌ إنَّما يعطيه الله عزَّ وجلَّ مَن يحبُّه ويكرمه ويقرِّبه، وأمَّا المهانة: فهي الدَّناءة والخِسَّة، وبذل النَّفس وابتذالها في نيل حظوظها وشهواتها، كتواضع السِّفَل في نيل شهواتهم، وتواضع المفعول به للفاعل، وتواضع طالب كلِّ حظٍّ لمن يرجو نيل حظِّه منه، فهذا كلُّه ضِعَةٌ لا تواضع، والله سبحانه يحبُّ التَّواضُع، ويبغض الضِّعَة والمهانة، وفي الصَّحيح عنه: وأُوحى إليَّ أن تواضعوا حتى لا يفخر أحدٌ على أحدٍ، ولا يبغي أحدٌ على أحدٍ.

## ثمرات التواضع
- أن الله يحب أهله:

قال تعالى: {يَا أَيُّهَا الَّذِينَ آمَنُوا مَنْ يَرْتَدَّ مِنْكُمْ عَنْ دِينِهِ فَسَوْفَ يَأْتِي اللَّهُ بِقَوْمٍ يُحِبُّهُمْ وَيُحِبُّونَهُ أَذِلَّةٍ عَلَى الْمُؤْمِنِينَ أَعِزَّةٍ عَلَى الْكَافِرِينَ يُجَاهِدُونَ فِي سَبِيلِ اللَّهِ وَلا يَخَافُونَ لَوْمَةَ لائِمٍ ذَلِكَ فَضْلُ اللَّهِ يُؤْتِيهِ مَنْ يَشَاءُ وَاللَّهُ وَاسِعٌ عَلِيمٌ}
ولم يمدح الذل في كتاب الله إلا في موضعين، الذل للمؤمنين، والذل للوالدين، قال تعالى: {وَاخْفِضْ لَهُمَا جَنَاحَ الذُّلِّ مِنَ الرَّحْمَةِ وَقُلْ رَبِّي ارْحَمْهُمَا كَمَا رَبَّيَانِي صَغِيرًا}.
وهو سبيل إبقاء النعم: قال كعب  : «ما أنعم الله على عبد من نعمة في الدنيا فشكرها لله وتواضع بها لله إلا أعطاه الله نفعها في الدنيا، ورفع بها درجة في الآخرة».
- الإكرام في الآخرة:

قال المسيح : طوبى للمتواضعين في الدنيا، هم أصحاب المنابر يوم القيامة، طوبي للمصلحين بين الناس في الدنيا، هم الذين يرثون الفردوس يوم القيامة".
وعن معاذ بن أنس الجهني رضي الله عنه، قال: قال رسول الله ﷺ: «من ترك اللباس تواضعا لله، وهو يقدر عليه دعاه الله يوم القيامة على رءوس الخلائق حتى يخيره من أي حلل الإيمان شاء يلبسها».
- الرفعة:

عن عمر بن الخطاب  قال: قال رسول الله ﷺ : «يقول الله تبارك وتعالى: من تواضع لي هكذا وجعل يزيد باطن كفه إلى الأرض وأدناها رفعته هكذا وجعل باطن كفه إلى السماء ورفعها نحو السماء».
وعن أبي هريرة  أن رسول الله ﷺ قال: «ما نقصت صدقة من مال، وما زاد الله عبدا بعفو إلا عزا، وما تواضع أحد لله إلا رفعه الله».
وثبت عَنِ عبدالله بن عباس رضي الله عنه، عَنْ رَسُولِ اللَّهِ ﷺ أنه قَالَ: «مَا مِنْ آدَمِيٍّ إِلا فِي رَأْسِهِ حَكَمة بِيَدِ مَلَكٍ، فَإِذَا تَوَاضَعَ قِيلَ لِلْمَلَكِ: ارْفَعْ حَكَمَته، وَإِذَا تَكَبَّرَ قِيلَ لِلْمَلَكِ: ضَعْ حكمته».
فكما يحسُن سير البعير إذا رفعت الحكمة عنه فكذلك من تواضع أسرع في سيره إلى ربه، والعكس بالعكس.
- الجنة:

قال تعالى: {وعباد الرحمن الذين يمشون على الأرض هونا وإذا خاطبهم الجاهلون قالوا سلاما... أُولَئِكَ يُجْزَوْنَ الْغُرْفَةَ بِمَا صَبَرُوا وَيُلَقَّوْنَ فِيهَا تَحِيَّةً وَسَلامًا}. والغرفة: الجنة.
وقال:{تِلْكَ الدَّارُ الآخِرَةُ نَجْعَلُهَا لِلَّذِينَ لا يُرِيدُونَ عُلُوًّا فِي الأرْضِ وَلا فَسَادًا وَالْعَاقِبَةُ لِلْمُتَّقِينَ}
«قال ابن جُرَيْج: لا يُرِيدُونَ عُلُوًّا فِي الأرْضِ: تعظمًا وتجبرًا، وَلا فَسَادًا: عملا بالمعاصي».
وفي الصحيحين قولُ نبينا ﷺ : «أَلَا أُخْبِرُكُمْ بِأَهْلِ الْجَنَّةِ»؟ قَالُوا: بَلَى. فقَالَ: «كُلُّ ضَعِيفٍ مُتَضَعَّفٍ، لَوْ أَقْسَمَ عَلَى اللَّهِ لَأَبَرَّهُ».
قال النووي: «ضَبَطُوا قَوْله «مُتَضَعَّف» بِفَتْحِ الْعَيْن وَكَسْرهَا، الْمَشْهُور الْفَتْح، وَلَمْ يَذْكُر الْأَكْثَرُونَ غَيْره، وَمَعْنَاهُ: يَسْتَضْعِفهُ النَّاس وَيَحْتَقِرُونَهُ وَيَتَجَبَّرُونَ عَلَيْهِ لِضَعْفِ حَاله فِي الدُّنْيَا، يُقَال: تَضَعَّفَه وَاسْتَضْعَفَهُ، وَأَمَّا رِوَايَة الْكَسْر فَمَعْنَاهَا: مُتَوَاضِع مُتَذَلِّل خَامِل وَاضِع مِنْ نَفْسه».
وعن ثوبان رضي الله عنه، قال: قال رسول الله ﷺ: «من مات وهو بريء من الكبر، والغلول، والدين، دخل الجنة».

## صور من تواضع الأنبياء
قال تعالى: {فبما رحمة من الله لنت لهم ولو كنت فظا غليظ القلب لانفضوا من حولك فاعف عنهم واستغفر لهم وشاورهم في الأمر فإذا عزمت فتوكل على الله إن الله يحب المتوكلين} ، وقال ﷺ للأعرابي الخائف تواضعا: «هون عليك، فإنما أنا ابن امرأة من قريش كانت تأكل القديد»، والقديد: اللحم المملوح المجفف في الشمس، والنبي ﷺ كان يكون في حاجة أهله، يرقع ثوبه، ويخصف نعله.
وعن عثمان بن عفان  قال في خطبة له: "إنا والله قد صحبنا رسول الله ﷺ في السفر والحضر، وكان يعود مرضانا ويتبع جنائزنا، ويغزو معنا، ويواسينا بالقليل والكثير".
وعن عبدالله بن عباس أنه سمع عمر بن الخطاب  يقول على المنبر: سمعت النبي ﷺ يقول: «لا تطروني كما أطرت النصارى ابن مريم، فإنما أنا عبد فقولوا: عبد الله ورسوله».
وثبت عَنْ أُمِّ خَالِدٍ بِنْتِ خَالِدِ بْنِ سَعِيدٍ  قَالَتْ : أَتَيْتُ رَسُولَ اللَّهِ ﷺ مَعَ أَبِي وَعَلَيَّ قَمِيصٌ أَصْفَرُ، قَالَ رَسُولُ اللَّهِ ﷺ :«سَنَهْ سَنَهْ» - وَهِيَ بِالْحَبَشِيَّةِ حَسَنَةٌ قَالَتْ: فَذَهَبْتُ أَلْعَبُ بِخَاتَمِ النُّبُوَّةِ، فَزَبَرَنِي أَبِي، فَالَ رَسُولُ اللَّهِ ﷺ :«دَعْهَا». ثُمَّ قَالَ رَسُولُ اللَّهِ ﷺ :«أَبْلِي وَأَخْلِقِي، ثُمَّ أَبْلِي وَأَخْلِقِي، ثُمَّ أَبْلِي وَأَخْلِقِي». فَبَقِيَتْ حَتَّى ذَكَرَ يَعْنِي مِنْ بَقَائِهَا.
وثبت أنه جاءت إليه امرأة كَانَ فِي عَقْلِهَا شَيْءٌ، فَقَالَتْ: يَا رَسُولَ اللَّهِ إِنَّ لِي إِلَيْكَ حَاجَةً. فَقَالَ: «يَا أُمَّ فُلَانٍ انْظُرِي أَيَّ السِّكَكِ شِئْتِ حَتَّى أَقْضِيَ لَكِ حَاجَتَكِ»، فَخَلَا مَعَهَا فِي بَعْضِ الطُّرُقِ حَتَّى فَرَغَتْ مِنْ حَاجَتِهَا ، وكانت الأمة من إماء أهل المدينة تأخذ بيد رسول الله ﷺ فتنطلق به حيث.
يقول عبدالله بن أبي أَوْفَى في نعته: كَانَ رَسُولُ اللَّهِ ﷺ يُكْثِرُ الذِّكْرَ، وَيُقِلُّ اللَّغْوَ، وَيُطِيلُ الصَّلَاةَ، وَيُقَصِّرُ الْخُطْبَةَ، وَلَا يَأْنَفُ أَنْ يَمْشِيَ مَعَ الْأَرْمَلَةِ وَالْمِسْكِينِ فَيَقْضِيَ لَهُ الْحَاجَةَ.
ومن صور تواضعه ﷺ : أَنَّ امْرَأَةً سَوْدَاءَ كَانَتْ تَقُمُّ الْمَسْجِدَ، فَقَدَهَا رَسُولُ اللَّهِ ﷺ ، فَسَأَلَ عَنْهَا، فَقَالُوا مَاتَت. قَالَ:«أَفَلَا كُنْتُمْ آذَنْتُمُونِي» ؟ فَكَأَنَّهُمْ صَغَّرُوا أَمْرَهَا فَقَالَ : «دُلُّونِي عَلَى قَبْرِها»، فَدَلُّوهُ، فَصَلَّى عَلَيْهَا ثُمَّ قَالَ :«إِنَّ هَذِهِ الْقُبُورَ مَمْلُوءَةٌ ظُلْمَةً عَلَى أَهْلِهَا، وَإِنَّ اللَّهَ عَزَّ وَجَلَّ يُنَوِّرُهَا لَهُمْ بِصَلَاتِي عَلَيْهِمْ»، فجاء قبرَها فصلى عليها.
وعن أنس بن مالك  قال كان رسول الله ﷺ يزور الأنصار، فيسلِّمُ على صبيانهم، ويمسح برؤوسهم، ويدعو لهم ، من صور ذلك ما رواه أنس بن مالك  قال : خَرَجَ رَسُولُ اللَّهِ ﷺ إِلَى الْخَنْدَقِ، فَإِذَا الْمُهَاجِرُونَ وَالْأَنْصَارُ يَحْفِرُونَ فِي غَدَاةٍ بَارِدَةٍ، فَلَمْ يَكُنْ لَهُمْ عَبِيدٌ يَعْمَلُونَ ذَلِكَ لَهُمْ، فَلَمَّا رَأَى مَا بِهِمْ مِنْ النَّصَبِ وَالْجُوعِ قَالَ:
«اللَّهُمَّ إِنَّ الْعَيْشَ عَيْشُ الْآخِرَهْ فَاغْفِرْ لِلْأَنْصَارِ وَالْمُهَاجِرَهْ»
فقالوا مجيبين له:
نَحْنُ الَّذِينَ بَايَعُوا مُحَمَّدَا --- عَلَى الْجِهَادِ مَا بَقِينَا أَبَدَا
وخرج عمر بن الخطاب  إلى الشام في جماعة ومعه أبو عبيدة، فأتوا على مخاضة وعمر على ناقة له، فنزل وخلع خفيه فوضعهما على عاتقه وأخذ بزمام ناقته فخاض، فقال أبو عبيدة: يا أمير المؤمنين أنت تفعل هذا! ما يسرني أن أهل البلد استشرفوك. فقال: «أوَّهْ، ولو يقل ذا غيرك أبا عبيدة جعلته نكالا لأمة محمد، إنا كنا أذل قوم فأعزنا الله بالإسلام، فمهما نطلب العز بغير ما أعزنا الله به أذلنا الله».

## صور تواضع الصالحين
ما ثبت في صحيح مسلم: كَانَ عمر بن الخطاب إِذَا أَتَى عَلَيْهِ أَمْدَادُ أَهْلِ الْيَمَنِ سَأَلَهُمْ: أَفِيكُمْ أويس بن عامر؟ حَتَّى أَتَى عَلَى أُوَيْسٍ فَقَالَ: أَنْتَ أُوَيْسُ بْنُ عَامِرٍ ، قَالَ: نَعَمْ ، قَالَ: مِنْ مُرَادٍ ثُمَّ مِنْ قَرَنٍ؟ قَالَ: نَعَمْ ، قَالَ: فَكَانَ بِكَ بَرَصٌ فَبَرَأْتَ مِنْهُ إِلَّا مَوْضِعَ دِرْهَمٍ؟ قَالَ: نَعَمْ ، قَالَ: لَكَ وَالِدَةٌ؟ قَالَ: نَعَمْ ، قَالَ: سَمِعْتُ رَسُولَ اللَّهِ ﷺ يَقُولُ: «يَأْتِي عَلَيْكُمْ أويس بن عامر مَعَ أَمْدَادِ أَهْلِ الْيَمَنِ، مِنْ مُرَادٍ، ثُمَّ مِنْ قَرَنٍ، كَانَ بِهِ بَرَصٌ فَبَرَأَ مِنْهُ إِلَّا مَوْضِعَ دِرْهَمٍ، لَهُ وَالِدَةٌ هُوَ بِهَا بَرٌّ، لَوْ أَقْسَمَ عَلَى اللَّهِ لَأَبَرَّهُ، فَإِنْ اسْتَطَعْتَ أَنْ يَسْتَغْفِرَ لَكَ فَافْعَلْ»، فَاسْتَغْفِرْ لِي، فَاسْتَغْفَرَ لَهُ ، فَقَالَ لَهُ عُمَرُ: أَيْنَ تُرِيدُ؟ قَالَ: الْكُوفَةَ ، قَالَ: أَلَا أَكْتُبُ لَكَ إِلَى عَامِلِهَا؟ قَالَ: أَكُونُ فِي غَبْرَاءِ النَّاسِ أَحَبُّ إِلَيَّ ، قَالَ فَلَمَّا كَانَ مِنْ الْعَامِ الْمُقْبِلِ حَجَّ رَجُلٌ مِنْ أَشْرَافِهِمْ، فَوَافَقَ عُمَرَ، فَسَأَلَهُ عَنْ أُوَيْسٍ، قَالَ: تَرَكْتُهُ رَثَّ الْبَيْتِ قَلِيلَ الْمَتَاعِ. قَالَ: سَمِعْتُ رَسُولَ اللَّهِ ﷺ يَقُولُ فأخبره بالحديث ، فَأَتَى الرجل أُوَيْسًا فَقَالَ: اسْتَغْفِرْ لِي ، قَالَ: أَنْتَ أَحْدَثُ عَهْدًا بِسَفَرٍ صَالِحٍ فَاسْتَغْفِرْ لِي ، قَالَ: اسْتَغْفِرْ لِي ، قَالَ أَنْتَ أَحْدَثُ عَهْدًا بِسَفَرٍ صَالِحٍ فَاسْتَغْفِرْ لِي ، قَالَ: لَقِيتَ عُمَرَ؟ قَالَ: نَعَمْ، فَاسْتَغْفَرَ لَهُ ، فَفَطِنَ لَهُ النَّاسُ، فَانْطَلَقَ عَلَى وَجْهِهِ.

## التواضع في المسيحية
كان المسيح عيسى بن مريم عليهما السلام، متجمّلاً بفضيلة التواضع والخضوع لجلال الله، فقد قال تعالى في سورة النساء:
﴿لَنْ يَسْتَنْكِفَ الْمَسِيحُ أَنْ يَكُونَ عَبْدًا لِلَّهِ وَلَا الْمَلَائِكَةُ الْمُقَرَّبُونَ وَمَنْ يَسْتَنْكِفْ عَنْ عِبَادَتِهِ وَيَسْتَكْبِرْ فَسَيَحْشُرُهُمْ إِلَيْهِ جَمِيعًا ۝١٧٢ فَأَمَّا الَّذِينَ آمَنُوا وَعَمِلُوا الصَّالِحَاتِ فَيُوَفِّيهِمْ أُجُورَهُمْ وَيَزِيدُهُمْ مِنْ فَضْلِهِ وَأَمَّا الَّذِينَ اسْتَنْكَفُوا وَاسْتَكْبَرُوا فَيُعَذِّبُهُمْ عَذَابًا أَلِيمًا وَلَا يَجِدُونَ لَهُمْ مِنْ دُونِ اللَّهِ وَلِيًّا وَلَا نَصِيرًا ۝١٧٣﴾ سورة النساء.
أي أنّ المسيح لن يأنف أو يستكبر عن عبادة الله تعالى، فمن حقق صفة العبودية لله وكان صادقاً لا يمكن أن يكون متكبّراً، بل لابدّ أن يكون متواضعاً لأنّ العبودية لله تذكره دائماً بأنّ الناس إخوة له، فكلٌّ عبيد لله ولا يمكن للأخ أن يتكبر على أخيه. وكان عيسى ، يقول: طُوبَى للمتواضعين في الدنيا هم أصحاب المنابر يوم القيامة. ومن قبله موسى ، إذ يُروى أن ممّا أوحى الله تعالى إليه «إنّما أتقبّل صلاة مَن تواضع لعَظَمتي ولم يتعاظَم على خلقي».

## مقالات ذات صلة
- شجاعة
- اخلاق
- مروءة
- ضيف
- تكبر

## قراءات إضافية
- Humility: The Beauty of Holiness, by أندرو موراي (كاتب).

## وصلات خارجية
- Judaism's take on humility (Chabad.org)
- World scripture: Quotes from religious texts about humility, unification.net
- I'm glad that I'm a nobody: A positive psychology of humility, meaning.ca
- Catholic Encyclopedia, newadvent.org